# Naoja Šiga
Naoja Šiga (志賀 直哉, Šiga Naoja; 20. února 1883 – 21. října 1971) byl japonský spisovatel píšící v obdobích Taišó a Šówa.

## Život
Naoja Šiga se narodil ve městě Išinomaki v prefektuře Mijagi. Jeho děd byl samurajem a otec úspěšným bankéřem. Když byly Naojovi 3 roky, odstěhovala se jeho rodina do Tokia k Naojovým prarodičům, kteří se starali o jeho výchovu. Matka Naojovi zemřela, když mu bylo 13 let. Nedlouho poté se jeho otec znovu oženil. Naojův vztah k otci byl odměřený a napětí se nadále stupňovalo potom, co Naoja konvertoval ke křesťanství a v roce 1901 se pokusil připojit k protestům proti znečišťování řeky měděnými doly, které byly částečně vlastněny bankou, ve které pracoval Naojův otec. Další konflikt nastal, když Naoja oznámil svůj záměr oženit se s jednou z rodinných služek. Služka byla z domu Šigových vyhozena a Naoja byl otcem kritizován za nezodpovědné chování a bezcílný životní styl.
Naoja od roku 1906 studoval na Tokijské univerzitě, studium ale nedokončil.
Jeho literární kariéra začíná tvorbou pro ručně psaný literární časopis Bója, který byl distribuován v rámci školní literární skupiny. V roce 1910 Naoja publikuje svou povídku Až do Abaširi (Abaširi made) v prvním čísle literárního magazínu Širakaba, jenž pomohl založit.
Přes nelibost rodiny se Naoja rozhodne stát profesionálním spisovatelem. V roce 1912 publikuje autobiograficky inspirované dílo Ócu Džunkiči o jeho vztahu s domácí služkou. Rodina byla tímto dílem natolik pohoršena, že byl Naoja nucen opustit domov.
V této době se Naoja etabloval jako tvůrce povídek k nimž se řadí například Břitva (Kamisori, 1910), Seibei a tykve (Seibei to hjótan, 1913) či Manazuru (1920).
Naprostý rozchod s rodinou a otcem, který Naoju vydědil, nastává v roce 1914 poté, co se Naoja oženil se Sadako Kadenokódži, sestřenicí Saneacu Mušanokódžiho, jež sama byla vdovou s jedním dítětem. Nicméně v roce 1917, poté co se mu narodila již druhá dcera, došlo mezi synem a otcem k usmíření.
Naojův strohý styl inspiroval mnoho autorů a jeho dílo bylo ceněno mimo jiné Rjúnosukem Akutagawou. Na druhou stranu byl mnoha současníky kritizován právě pro svůj až příliš upřímný výraz.
Naoju postihl stejný osud jako řadu jiných autorů, kteří byli úspěšní během svých raných let. Fakt, že se ve své tvorbě zaměřoval na autobiografická témata, vedl k tomu, že po určité době už neměl o čem psát. Po dlouhé nemoci zemřel ve věku 88 let na zápal plic.

## Česká vydání
- Popelavý měsíc, Vyšehrad, Praha 1979, přeložila Vlasta Winkelhöferová.